# Vuelta al Táchira 2014
La 49ª edición de la Vuelta al Táchira se disputó desde el 10 hasta el 19 de enero de 2014.
Perteneció al UCI America Tour 2013-2014, siendo la cuarta competición del calendario ciclista internacional americano. El recorrido contó con 10 etapas y 1260 km, transitando por los estados de Portuguesa, Barinas, Mérida y Táchira.
El ganador fue el venezolano Carlos Gálviz del equipo Gobernación del Táchira, quien fue escoltado en el podio por Juan Murillo y Jonathan Camargo.
Las clasificaciones secundarias fueron; Jonathan Camargo ganó la clasificación por puntos, Jonathan Camargo la montaña, el sprints para Francesco Chicchi, el sub-23 para Jhorman Flores y la clasificación por equipos la ganó Kino Táchira - Royal Bike.

## Equipos participantes
Participaron 16 equipos conformados por entre 6 y 8 corredores. de los cuales diez fueron venezolanos y seis extranjeros con equipos de Italia, Colombia España y Cuba. Iniciaron la carrera 118 ciclistas de los que finalizaron 87.
| - Lotería del Táchira - Royal Bike - Kino Táchira - Royal Bike - Fundación del Atleta Tachirense - Concafe - Gobernación del Táchira - IDT - Concafe - Gobernación de Trujillo - Fundación José Gregorio Hernández - PDVSA - Café Flor de Patria - Gobernación de Mérida - PDVSA - Fundemer Mérida - PDVSA - Selección de Venezuela | - Yellow Fluo - MG Kvis - Trevigiani - Formesán - Bogotá Humana - Empass - Santander - Selección de Castilla y León - Selección de Cuba |

## Etapas
| Etapa | Fecha       | Recorrido                             | Km    | Ganador          | Líder            |
| 1ª    | 10 de enero | Guanare - Barinas                     | 119,5 | Rino Gasparrini  | Rino Gasparrini  |
| 2ª    | 11 de enero | Socopó - Táriba                       | 220,7 | Jonathan Salinas | Jonathan Salinas |
| 3ª    | 12 de enero | Circuito en San Cristóbal             | 115,2 | Juan Murillo     | Félix Cárdenas   |
| 4ª    | 13 de enero | Lobatera - Santa Cruz de Mora         | 170,1 | Jonathan Camargo | Félix Cárdenas   |
| 5ª    | 14 de enero | Lagunillas - La Grita                 | 169,4 | Jimmy Briceño    | Juan Murillo     |
| 6ª    | 15 de enero | CRI de La Fría a Coloncito            | 22,9  | Andrea Dal Col   | Carlos Gálviz    |
| 7ª    | 16 de enero | Coloncito - San Juan de Colón         | 117,8 | Jonathan Camargo | Jimmi Briceño    |
| 8ª    | 17 de enero | Seboruco - Cerro El Cristo            | 128,4 | Jonathan Camargo | Jimmy Briceño    |
| 9ª    | 18 de enero | San Rafael del Piñal - Casa del Padre | 83,5  | Jonathan Camargo | Jimmy Briceño    |
| 10.ª  | 19 de enero | Rubio - San Cristóbal                 | 112,9 | Pedro Herrera    | Jimmy Briceño    |

## Clasificaciones

### Clasificación general
| Posición | Ciclista         | Equipo                                  | Tiempo     |
|          | Carlos Gálviz    | Gobernación del Táchira - IDT -Concafe  | + 31:53:20 |
| 2º       | Juan Murillo     | Kino Táchira - Royal Bike               | + 00:01:34 |
| 3º       | Jonathan Camargo | Kino Táchira - Royal Bike               | + 00:01:44 |
| 4º       | Yeisson Delgado  | Lotería del Táchira - Royal Bike        | + 00:03:33 |
| 5º       | Jorge Abreu      | Gobernación del Táchira - IDT - Concafe | + 00:05:21 |
| 6º       | José Alarcón     | Gobernación de Mérida - PDVSA           | + 00:05:49 |
| 7º       | Félix Cárdenas   | Formesán - Bogotá Humana                | + 00:06:41 |
| 8º       | Jonathan Salinas | Kino Táchira - Royal Bike               | + 00:08:04 |
| 9º       | Jhon Nava        | Kino Táchira - Royal Bike               | + 0010:27  |
| 10º      | José Chacón      | Kino Táchira - Royal Bike               | + 00:10:40 |

### Clasificación por puntos
| Posición | Ciclista         | Equipo                    | Puntos |
|          | Jonathan Camargo | Kino Táchira - Royal Bike | 137    |
| 2º       | Juan Murillo     | Kino Táchira - Royal Bike | 120    |
| 3º       | Félix Cárdenas   | Formesán - Bogotá Humana  | 100    |

### Clasificación de la montaña
| Posición | Ciclista         | Equipo                                 | Puntos |
|          | Jonathan Camargo | Kino Táchira - Royal Bike              | 46     |
| 2º       | Carlos Gálviz    | Gobernación del Táchira - IDT -Concafe | 16     |
| 3º       | Juan Murillo     | Kino Táchira - Royal Bike              | 14     |

### Clasificación Sprint
| Posición | Ciclista          | Equipo                        | Puntos |
|          | Francesco Chicchi | Yellow Fluo                   | 39     |
| 2º       | Wilmen Bravo      | Gobernación de Mérida - PDVSA | 33     |
| 3º       | Julián Rodas      | Formesán - Bogotá Humana      | 23     |

### Clasificación sub-23
| Posición | Ciclista       | Equipo                                  | Tiempo     |
|          | Jhorman Flores | Gobernación del Táchira - IDT - Concafe | 32:12:00   |
| 2°       | Roniel Campos  | Fundación José Gregorio Hernández       | + 00:05:35 |
| 3°       | Andrés Soto    | Gobernación de Trujillo                 | + 00:08:31 |

### Clasificación por equipos
| Posición | Equipo                                  | Tiempo     |
|          | Kino Táchira - Royal Bike               | 95:46:03   |
| 2º       | Lotería del Táchira - Royal Bike        | + 00:00:15 |
| 3º       | Gobernación del Táchira - IDT - Concafe | + 00:12:25 |